# Oblężenie Sewastopola (1854–1855)
Oblężenie Sewastopola – oblężenie głównej rosyjskiej bazy morskiej nad Morzem Czarnym podczas wojny krymskiej przez wojska koalicji brytyjsko-francusko-tureckiej. Trwało 349 dni, od 17 października 1854 do 11 września 1855 roku i zakończyło się zdobyciem miasta przez siły koalicji. Jedno z najważniejszych starć wojny krymskiej, które w dużej mierze przesądziło o jej wyniku.

## Tło sytuacyjne
Po wylądowaniu na Krymie wojska koalicji poruszały się wzdłuż wybrzeża w kierunku Sewastopola. Rosjanie pod dowództwem księcia Aleksandra Mienszykowa podjęli nieudaną próbę ich powstrzymania nad Almą. Wkrótce potem Mienszykow wyprowadził z Sewastopola swoją armię, pozostawiając w mieście garnizon pod dowództwem admirałów Władimira Korniłowa i Pawła Nachimowa. Pomimo zdecydowanej liczebnej przewagi, Francuzi i Brytyjczycy nie zdecydowali się na szturm, czekając na przybycie ciężkich dział oblężniczych. Dzięki temu Rosjanie uzyskali cenny czas na wzmocnienie fortyfikacji twierdzy i ściągnięcie na Krym posiłków.

## Oblężenie miasta
Po zakończeniu walk pod Inkermanem w listopadzie 1854 roku dowódcy koalicji zebrali się na naradę. Wspólnie doszli do wniosku, że nie uda się zdobyć twierdzy przed nadejściem zimy. Różnili się jednak co do koncepcji dalszych działań. Lord Raglan rozważał przerwanie działań wojennych do wiosny, ale ostatecznie został przekonany przez francuskiego marszałka François Certain de Canroberta, że odstąpienie od oblężenia dałoby Rosjanom szansę na wzmocnienie swoich sił. Duży wpływ na decyzję Raglana miały także zapewnienia wiceadmirałów Dundasa i Amelina, że rosyjska flota jest zdolna do zaopatrywania garnizonu Sewastopola zimą. Zapewnienia wiceadmirałów sprawdziły się i dostawy zaopatrzenia na Krym nie zostały poważniej zakłócone.
W zimie walki ograniczyły się do drobnych starć patroli i sporadycznej wymiany ognia artyleryjskiego. Brak odpowiedniej odzieży i słabe wyżywienie spowodowały duży wzrost zachorowań. Przepełnione szpitale wojskowe nie miały odpowiedniego wyposażenia do walki z epidemiami, które dziesiątkowały szeregi wojsk koalicji. W styczniu 1855 roku około 50% brytyjskich żołnierzy było chorych. Sytuacja zaczęła się poprawiać, gdy 4 listopada 1854 roku na Krymie wylądował korpus pielęgniarek składający się z 38 ochotniczek. Siły koalicji zostały wzmocnione, gdy 5 stycznia 1855 roku w Eupatorii wylądował ponad 25-tysięczny korpus turecki pod dowództwem Omera Paszy.

### Plany sprzymierzonych
Generał Canrobert i Lord Raglan uznali, że posiadane przez nich siły są niewystarczające do szturmu na miasto i zażądali od swoich rządów wzmocnienia ich kontyngentów. Dowódcy państw kolacji nie byli też jednogłośni co do kwestii sposobu opanowania miasta. Canrobert rozważał plan zakładający atak Brytyjczyków na południe Sewastopola, podczas gdy oddziały francuskie miałyby zaatakować od północy. Na taki plan nie zgadzał się Lord Raglan, który uważał, że dysponuje zbyt słabymi siłami, aby opanować wyznaczony mu sektor. Ostatecznie ustalono, że atak nastąpi jedynie od południa.

### Bombardowanie
Canrobert ponaglany przez cesarza Napoleona III na początku kwietnia 1855 roku uznał, że dysponuje wystarczającą liczbą armat, by móc przeprowadzić dokładne bombardowanie Sewastopola. Ostrzał rozpoczął się 9 kwietnia i trwał przez osiem dni. Jednak niesprzyjająca pogoda uniemożliwiała koordynację ognia i ocenienie jego efektów. Po wystrzelaniu większości amunicji, gen. Canrobert nakazał przerwać bombardowanie i odwołał planowany szturm.

### Kolejne bombardowanie i szturm 18 czerwca
Dowódcy koalicji podjęli decyzję o generalnym szturmie na Sewastopol w czerwcu. Atak miał być poprzedzony kolejnym bombardowaniem. Początek ostrzału zaplanowano na 17 czerwca, a szturm miał nastąpić następnego dnia. Bombardowanie rozpoczęło się o świcie 17 czerwca. Trwający przez cały dzień ostrzał nasilił się wieczorem, a zakończono go w późnych godzinach wieczornych.
Szturm rozpoczął się nieoczekiwanie prawie godzinę przed wyznaczonym czasem. Kolumnę nacierającą na miasto ostrzelano od czoła kartaczami, a z prawej strony ogniem okrętów. Obrońcy walczyli nieustępliwie i odparli pierwszy atak. Rozbita kolumna szturmowa wycofała się na pozycję wyjściową. Kolejne ataki także się nie powiodły i Rosjanie odparli generalny szturm.

### Bombardowanie, szturm i upadek twierdzy
Pomimo niepowodzenia poprzedniego ataku, generał Aimable Pélissier uznał, iż siły przeciwnika osłabły na tyle, że jest możliwe zajęcie twierdzy po kolejnym szturmie.
Artyleryjskie przygotowanie ataku przed ostatecznym uderzeniem na Sewastopol rozpoczęło się 5 września. Uczestniczyło w nim 775 dział. Ogień został skoncentrowany na wytypowanych do szturmu obiektach. Po trzech dniach bombardowania straty Rosjan jeszcze bardziej się zwiększyły. Do ostatecznego ataku 8 września o godz. 12:00 ruszyło 13 dywizji i jedna brygada kawalerii (ok. 60 000 żołnierzy). Do godz. 17:00 po ciężkich walkach zostały zdobyte kluczowe obiekty na terenie miasta, a Rosjanie opuścili południową część Sewastopola. Sporadyczne starcia trwały do 11 września.